# Ildleder
En ildleder, også benævnt ildledelsessystem, er det system, der leder ilden fra en eller flere kanoner eller missilbatterier. Ildlederen består af udstyr, der udpeger målet, måler afstanden til dette, vurderer målets fart og retning, beregner målets placering frem i tiden (da projektilet er en vis tid om at nå frem, skal målets fremtidige placering falde sammen med det punkt, hvor projektilet havner), beregner indstillingerne af våbnene, transmitterer disse indstillinger til de enkelte våben og affyrer disse. Ildlederen kan også omfatte personellet og en bunker eller et transportmiddel til ildlederen. Ildledelsen på et nyere krigsskib er placeret godt beskyttet dybt i skibet, men ildledelsen kan også udføres fra andre steder, hvis dette er nødvendigt, f.eks. fra de enkelte kanontårne.

## Udvikling af ildledelse i krigsskibe
En systematisk ildledelse blev først indført sent i artilleriet og først på krigsskibe. Tidligere havde man forskellige enkle midler til at indstille de enkelte kanoner. Nogen central koordinering af indstillingerne fandt ikke sted. Afstanden til målet blev skønnet. Enkle tabeller og instrumenter blev brugt til at finde kanonernes elevering. Derefter korrigerede man indstillingen, når man så, hvor projektilet ramte. Da kanonerne blev brugt på meget kort afstand, ofte under 100 meter, var det godt nok. Men da den praktiske rækkevidde for de store kanoner med riflede løb blev øget til mange kilometer, blev det nødvendigt med midler til at sigte meget mere præcist. 
Både eget skib og målet (hvis dette er et andet skib), vil bevæge sig, og målet kan nå at flytte sig en hel del, inden projektilerne  har bevæget sig ad hele deres bane. Desuden bliver det nødvendigt at tage højde for vejret og corioliseffekten og mange andre forhold. 

### Plotter
Først udviklede man mekaniske plottere, der kunne hjælpe med at holde styr på eget skibs og målets bevægelser. Dette skete ved hjælp af indrapporterede observationer af målet fra udkigge, og kunne bestå i et relativt kursplot på en bred papirstrimmel. Sådanne systemer blev forsøgsvis introduceret i Royal Navy fra 1905.

### Ildledelsescomputer
Senere blev plotterne udbygget til meget avancerede analoge regnemaskiner. I Royal Navy havde man velfungerende systemer fra 1916. Disse blev fodret med egen kurs og fart, vinkler til målet, skønnet kurs og fart for målet, afstand til målet taget ved brug af optiske afstandsmålere, meteorologiske data, temperaturen i ammunitionsmagasinerne og antallet af afgivne skud (hvert skud medfører en betydelig slitage på riffelgangene i kanonerne). Ligeledes kunne der være behov for at korrigere for skibets rullen og huggen i søen. En spotter placeret højt på skibet holdt øje med, hvorledes skuddene faldt i forhold til målet, og også denne oplysning blev sendt tilbage til regnemaskinen i skibets bug. 
Observation af nedslagene (som eksplosioner ved træffere eller opsprøjt fra granater, der ramte vandet) forudsatte i praksis, at flere skibe ikke beskød det samme mål og at flere typer kanoner på eget skib ikke samtidigt beskød målet. I modsat fald kunne opsprøjt ikke med nogen sikkerhed henføres til en bestemt salve. Dette krav banede (sammen med den meget forskellige rækkevidde fra et stort udvalg af kanoner på et krigsskib) vejen for all big gun-skibe. Man kunne simpelthen ikke udnytte de mindre kanoner, der var placeret i kasematter midtskibs ordentligt. 
Modsat forsøgte man i forsvarsøjemed at forvirre fjendens observatører ved at male egne skibe i takkede eller stribede mønstre. Udlægning af røg eller kunstig tåge skulle også vanskeliggøre observationerne.

### Optiske afstandsmålere
De optiske afstandsmålere var af to typer. I begge tilfælde var to kikkerter monteret ved siden af hinanden med (helst) flere meters afstand. Disse kunne drejes, således at de begge pegede på målet. Afstanden var derpå et enkelt trigonometrisk problem, hvis løsning var angivet på en afstandsskala. For at observatøren ved afstandsmåleren kunne bedømme, om instrumentet var indstillet korrekt mod målet, kunne billedet fra de to kikkerter ses i samme okular, således at den øverste del af synsfeltet var fra den ene kikkert, mens den nederste del var fra den anden kikkert (koincidensmåleren). Evt. kunne det ene billede være vendt på hovedet (invertmåler). Når de to halvdele passede sammen, var afstanden ramt rigtigt. Denne type var især populær på britiske og amerikanske krigsskibe. I den anden type afstandsmåler, skulle et målemærke bringes til at synes at have samme afstand som målet (okkularet skulle være dobbelt). Denne afstandsmåler, på dansk kaldet stereomåleren, var sværere at benytte, men fungerede bedst af de to i tåge eller ved røg omkring målet. Typen var almindelig på tyske krigsskibe.

### Radar
Senere kunne radar give en meget nøjagtig afstandsmåling og pejling til målet, og radar var ikke følsom over for røg eller maling af målet. Til gengæld kan radar forstyrres på forskellig vis, lige som radaren i sig selv kan advisere fjenden om ens tilstedeværelse og evt. intentioner om at åbne ild. I nogle tilfælde kan radaren følge projektilernes bane og således vise, hvor godt sigtet er.  

### Centralen
Et krigsskib havde en eller flere centrale afstandsmålere med tilhørende nedslagsplottere. Disse stod i forbindelse med besætningen på ildledelsescomputeren i skibets bug (stedet betegnes på engelsk transmitting station). Herfra beregnedes indstillingerne for hver kanon (de kunne bringes til at afvige en smule for at konvergere mod et mål tæt på eller øge spredningen ved skydning på større afstande) og kanonerne kunne også affyres herfra. De beregnede indstillinger blev transmitteret til hvert kanontårn, hvor besætningen skulle indstille kanonerne, så følgevisere stod overret med de angivne indstillinger.
Hvis den centrale afstandsmåler blev beskadiget (på grund af den høje placering på skibet kunne den dårligt pansres stærkt), kunne sekundære afstandsmålere, placeret lavere, tage over. Blev centralen sat ud af spillet, havde de enkelte kanontårne deres egne afstandsmålere, så der kunne skydes individuelt fra hvert tårn. Synsvidden var mindre og nøjagtigheden også mindre på grund af den forvirring, der ville herske i den situation.
I mange tilfælde havde luftværnsskytset og den sekundære bevæbning (mindre kanoner) deres egne ildledelsessystemer.
Efter 2. Verdenskrig blev ildledelsescomputerne efterhånden overtaget af digitale, elektroniske computere, men stadig under 1. Golfkrig i 1991 anvendte de amerikanske slagskibe USS Missouri og USS Wisconsin deres gamle ildlledelsescomputere. Moderne computere gør hastigheden og nøjagtigheden meget større, lige som flere faktorer kan inddrages i beregningerne. Desuden er et kanontårn i dag automatisk, og kan altså fuldkommen dirigeres centralt. 

## Torpedoer
Torpedoaffyring stiller på grund af våbnets lave hastighed og de normalt meget dårlige observationsbetingelser meget store krav til indstillingen af torpedoerne. Disse affyredes ofte som en salve med en vis spredning på kursen for de enkelte torpedoer. 
Den ønskede kurs, fart og dybde kunne udregnes på og transmitteres fra torpedoaffyringscomputeren, af og til kaldet en forspringsberegner, til hver enkelt torpedo, mens de lå i udskydningsrørene. Computeren skal udarbejde en skudløsning ud fra nogle få observationer opnået gennem et pejleapparat benyttet fra tårnet på en undervandsbåd i overfladen eller fra en række pejlinger gennem periskopet og pejlinger opnået gennem sonar. Dertil tilføjes skøn over målets afstand (ud fra kendskab til forskellige skibstypers størrelser), fart og kurs. Ved at observere mange gange over et længere tidsrum, kan computeren forbedre sin skudløsning.
Den ønskede kurs kunne afvige betydeligt fra den kurs, som undervandsbåden aktuelt fulgte. Det kunne hjælpe på situationen, hvis torpedoerne var udstyret med målsøgningsmekanismer, og disse i øvrigt fungerede. Senere, efter 2. Verdenskrig, fik man torpedoer, der kunne fjernstyres gennem en tynd ledning, der rulledes ud bag torpedoen, lige som computerne også her blev digitale og elektroniske. 

## Ildledelse for artilleri på land
Ildledelse for artilleri på land afviger ikke meget fra ildledelse på krigsskibe. Hvis der skydes fra et fast kystbatteri, har man mulighed for at udpege og pejle målet fra steder med større afstand, hvilket kan gøre en optisk afstandsmåling mere præcis. Skydes der fra mobilt feltartilleri, vil udstyret skulle være betydeligt mindre og lettere. Her kan man f.eks. placere laserafstandsmålere i en kampvogns tårn, lige som særlige instrumenter måler i hvilket omfang kanonens løb krummer på grund af uens afkøling af siderne. 

## Luftværnsskyts
Indstillingen af antiluftskyts stiller også krav til ildlledelsen. Da fly bevæger sig særdeles hurtigt, skal indstillingen kunne ske meget hurtigt. Hvis skytset anvender tidsbrandrør, er det også nødvendigt at kunne indstille højden meget præcist, da granaterne ellers vil eksplodere i en anden højde end de fjendtlige fly befinder sig. Disse beregninger kan ske på en mindre, lokal regnemaskine, der på dansk kaldtes en kanonkorrektør. Afstanden og højden til flyene måltes oprindeligt med optiske afstandsmålere, men radar fandt hurtigt anvendelse også her.

## Missiler
Større missiler indstilles og affyres i dag stort set altid på baggrund af data indhentet af en eller flere radarer. Missilerne følges under flugten af én radar, mens en anden følger målet. Ildledelsen kan automatisk sende kurskorrektioner til missilet. Evt. kan missilet selv søge mod målet ud fra dettes varmeudstråling eller fra en radar anbragt på missilet.